# Męczennicy z Laval
Męczennicy z Laval – grupa 19 kapłanów, zakonników i wiernych, ofiar prześladowań religijnych wobec Kościoła katolickiego, zamordowanych z nienawiści do wiary (łac. in odium fidei) w czasie rewolucji francuskiej między 20 stycznia a 17 października 1794 roku w Laval i okolicach tej miejscowości.

## Lista męczenników
- Jan Chrzciciel Turpin du Cormier, (fr.) Jean-Baptiste Turpin du Cormier, prezbiter z diecezji Laval ur. w 1732, zm. 20 stycznia
- Jan Maria Gallot, (fr.) Jean-Marie Gallot, prezbiter z diecezji Laval ur. 14 lipca 1747, zm. 20 stycznia
- Jan Pelle, (fr.) Jean Pelle, prezbiter z diecezji Laval ur. 22 stycznia 1720, zm. 20 stycznia
- Ireneusz Ludwik Ambroise, (fr.) Rene-Louis Ambroise, prezbiter z diecezji Laval ur. 1 marca 1720, zm. 20 stycznia
- Franciszek Duchesne, (fr.) Francois Duchesne, prezbiter z diecezji Laval ur. 8 stycznia 1736, zm. 20 stycznia
- Julian Franciszek Francois Morin de la Girardière, (fr.) Julien-Francois Morin de la Girardière, prezbiter z diecezji Laval ur. 14 grudnia 1733, zm. 20 stycznia
- Jakub Andrè, (fr.) Jacques Andrè, prezbiter z diecezji Laval ur. 15 października 1743, zm. 20 stycznia
- Andrzej Dulion, (fr.) Andre Duliou, prezbiter z diecezji Laval ur. 18 lipca 1727, zm. 20 stycznia
- Ludwik Gastineau, (fr.) Louis Gastineau, prezbiter z diecezji Laval ur. 10 listopada 1727, zm. 20 stycznia
- Franciszek Migoret, (fr.) Francois-Migoret Lamberdiere, prezbiter z diecezji Laval ur. w 1728, zm. 20 stycznia
- Julian Moulè, (fr.) Julien Moulè, prezbiter z diecezji Laval ur. 29 marca 1716, zm. 20 stycznia
- Augustyn Emanuel Philippot, (fr.) Augustin-Emanuel Philippot, prezbiter ur. 11 czerwca 1716, zm. 20 stycznia[2]
- Piotr Thomas, (fr.) Pierre Thomas, prezbiter z diecezji Laval ur. 13 grudnia 1729, zm. 20 stycznia
- Jan Chrzciciel Triquerie, (fr.) Jean-Baptiste Triquerie, prezbiter z zakonu Braci Mniejszych Konwentualnych ur. 1 lipca 1737, zm. 5 lutego
- Franciszka Trèhet, (fr.) Francoise Trèhet, zakonnica ze zgromadzenia Sióstr Miłosierdzia Matki Bożej ur. 8 kwietnia 1756, zm. 5 lutego
- Franciszka Mézières, (fr.) Françoise Mézière ze Zgromadzenia Sióstr Najśw. Panny Matki Miłosierdzia, zm. 5 lutego 1794[1]
- Joanna Vèron, (fr.) Jeanne Vèron, zakonnica ze zgromadzenia Sióstr Matki Bożej ur. 6 sierpnia 1766, zm. 20 marca
- Monika Maria Lhuilier, (fr.) Marie Lhuilier, ur. 18 listopada 1744, zm. 25 czerwca
- Jakub Burin, (fr.) Jacques Burin, prezbiter z diecezji Le Mans ur. 6 stycznia 1756, zm. 17 października

## Beatyfikacja
Wszystkich męczenników beatyfikował papież Pius XII w dniu 19 czerwca 1955 roku.